# Saint-Julien/Saint-Amâtre (Auxerre)

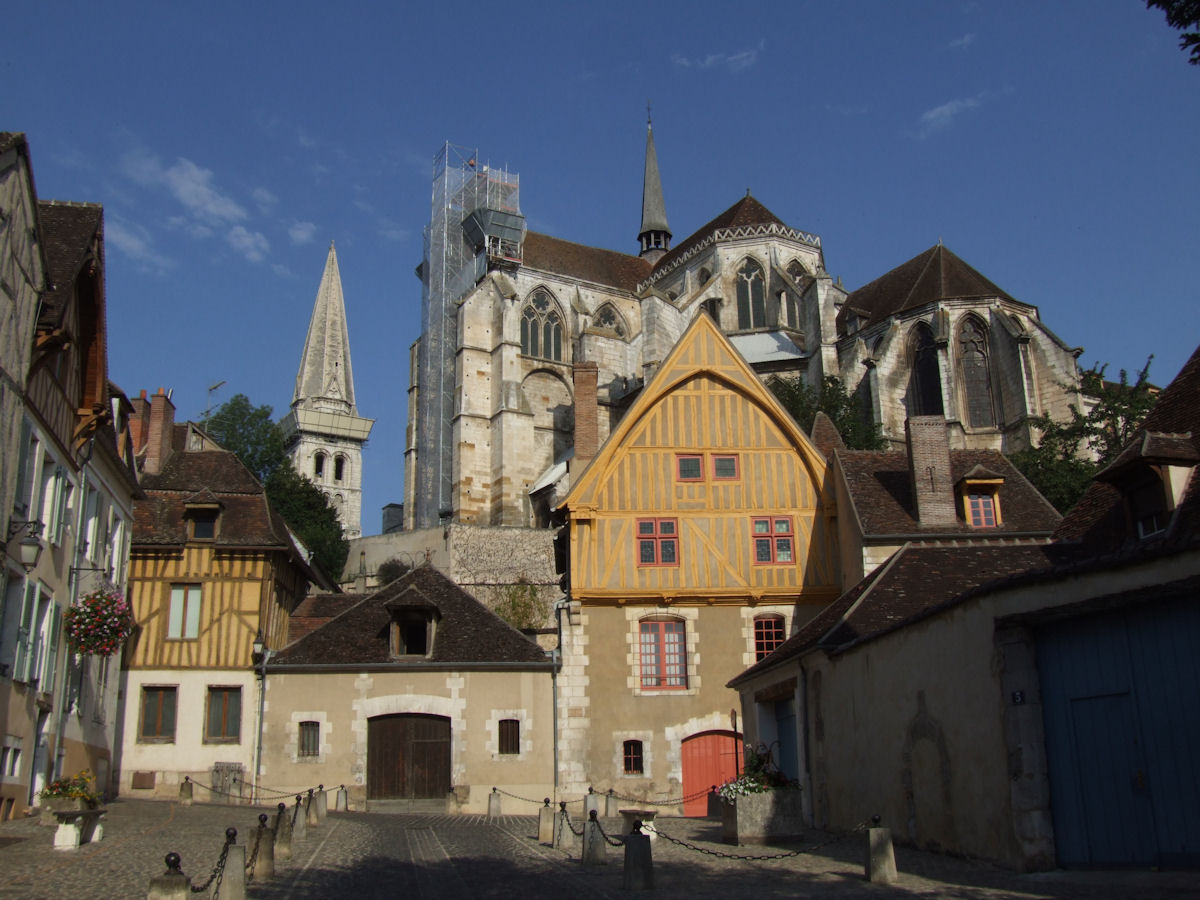
Rue du Garde-Neige avec au fond l'abbaye Saint-Germain d'Auxerre.

Saint-Julien/Saint-Amâtre est un quartier périphérique au Centre-ville d'Auxerre. C'est le premier faubourg de la ville d'Auxerre à être construit hors des remparts de la ville. C'est au-delà du Boulevard Vaulabelle que s'étend Saint-Julien/Saint-Amâtre et le long de l'Yonne. Le quartier est le second plus peuplé de la ville avec une population de 5005 habitants.